# Prima guerra dei due fratelli
Nella Materia di Britannia, la Guerra civile dei due fratelli o Prima guerra dei due fratelli fu combattuta tra Mempricio e suo fratello Malin, figli di Maddan, re dei britanni. Le ostilità esplosero alla morte di Maddan per la successione al trono.
La guerra durò un certo numero di anni, fino a quando Mempricio non convocò un congresso con il fratello e altri delegati per porre fine alla guerra. Una volta incontratisi, però, Mempricio uccise Malin e prese il trono per sé, concludendo, così, la guerra.